# Ладан
Ла́дан (др.-греч. λάδανον, ladanon, лат. olibanum < масри اللبن, al-laban — молоко [по цвету свежей смолы]), лива́н — ароматическая смола, получаемая из трёх видов деревьев рода Босвеллия (семейство Бурзеровые), произрастающих в Восточной Африке, на Аравийском полуострове и в Азии.
В современной торговле ладаном называется не столько смола босвеллии, сколько любое сжигаемое благовоние, предназначенное для церковных нужд.

## История
C древности, важным центром торговли ладаном было плато Дофар в Омане. В настоящее время основное его количество добывается в Сомали (см. Ладанный путь).
Ладан много раз упоминается в Ветхом Завете: Быт. 37:25, 43:11, 1Пар. 9:29, Неем. 13:5, 13:9, Сир. 24:18, 50:9, Ис. 60:6, Иер. 6:20, Вар. 1:10, 3Мак. 5:1, 5:5, 5:30; под названием ливан: Исх. 30:34, Лев. 2:1, 2:2, 2:15, 2:16, 5:11, 6:15, 24:7, Чис. 5:15, Сир. 39:17, Иер. 17:26, 41:5. В Новом Завете встречается лишь дважды: в Евангелии от Матфея (2:11) волхвы дарят младенцу Иисусу ладан, золото и смирну; а в Книге Апокалипсиса (18:13) он входит в список товаров, продаваемых вавилонскими купцами.

## Получение и сорта
Ладан получают из трёх видов деревьев:
- Boswellia sacra (босвеллия священная, ладанное дерево) — растёт на юго-западе Аравийского полуострова: в Йемене и Омане. Из неё получают настоящий, чистый или аравийский ладан, в котором содержится больше всего ароматной смолы (до 70 %)[7].
- Boswellia papyrifera — растёт на востоке Африки в Судане, Эфиопии (Абиссинии), Эритрее и Сомали. Ладан из этого дерева по качеству близок к ладану босвеллии священной. Его названия: суданский[8], сомалийский или африканский, иногда абиссинский ладан.
- Boswellia serrata (босвеллия пильчатая, индийский ладан) — растёт в Индии и Иране (Персии).

В феврале или марте на дереве делают надрезы, из которых смола вытекает продолжительное время, пока рана не затянется высыхающим соком. После этого засохшую смолу собирают с дерева и с земли, и разделяют на два сорта:
1. Отборный ладан (лат. Olibanum electum) — круглые или продолговатые куски, подобные каплям, светло-жёлтые или розоватые, с восковым блеском; сверху они обыкновенно покрыты пылью от трения друг о друга, обладают приятным бальзамным запахом и бальзамным же горьким, острым вкусом. При растирании обращается в порошок белого цвета.
2. Обыкновенный ладан (Olibanum in sortis) — менее чистые, более крупные и тёмные куски.

## Физико-химические свойства
Ладан частично растворим в воде, бо́льшая часть растворяется в этаноле. При смешивании порошка ладана с водой образует слизеподобную эмульсию горького вкуса. При нагревании размягчается и выделяет сильный ароматный запах. Горит сильно коптящим пламенем. В состав ладана входят смолы (50—70 % — смесь свободной босвеллиевой кислоты С32Н52О4 и связанной с олибанорезеном (С15Н22O)n), камедь (20—30 %), эфирные масла с лимонным запахом (3—8 % — смесь нескольких терпенов, кипящая при 160—170 °C), горечи и минеральные вещества (6—8 %), и прочие.

## Применение
Ладан традиционно применяют для каждения во время проведения богослужебных обрядов. Он входит в состав курительных свечей и курительной бумаги. В парфюмерии используют в качестве душистого вещества и фиксатора запаха (в виде спиртового настоя). Из него получают ладанное (олибановое) эфирное масло, обладающее антисептическим и противовоспалительным свойством.
Ранее применялся для изготовления некоторых пластырей, зубных паст и эликсиров.

## Церковный ладан
Со времён древнеегипетской религии до окончания Средних веков смолы для воскурений использовались в первозданном виде или подвергались только измельчению. Христиане использовали чистый ладан или его смесь с миррой или стираксом. Один из рецептов приводится во Второй книге Моисея (30:34):

И сказал Господь Моисею: возьми себе благовонных веществ: стакти, ониха, халвана душистого и чистого ливана, всего половину, и сделай из них искусством составляющего масти курительный состав, стертый, чистый, святый, и истолки его мелко, и полагай его пред ковчегом откровения в скинии собрания, где Я буду открываться тебе: это будет святыня великая для вас…
С XVII века в афонских греческих монастырях начинают изготавливать особый вид ладана, являющийся эталонным для всех православных церквей. Первоначально это была скатываемая в шарики смесь измельчённой смолы ливанского кедра с ароматическим маслом мирры. По образцу афонского ладана, различными другими монастырями и частными предприятиями, по хранящимся в тайне рецептам изготавливают разнообразно пахнущие смеси как со смолой босвеллии, так и со смолами фисташки, можжевельника, сосны, кипариса, агатис даммары и других деревьев. Смолу истирают в муку, добавляют в неё эфирные масла, другие душистые вещества и тёплую воду. Замешивают густое «тесто». Присыпая порошком карбоната магния (для предотвращения прилипания) раскатывают тесто в пласт и нарезают на кубики, которые оставляют подсушиваться на две недели, после чего упаковывают.
В дореволюционной России были сильны традиции ладановарения — приготовления ладана методом варки. Один из таких рецептов приводится в выпуске Журнала Московской патриархии за 1946 год: канифоль с воском растапливают в кастрюле на медленном огне, добавляют розовое масло (разведённое в спирте), и выливают полученную смесь на стол, в центр круга из порошка алебастра. Замешивают тесто и выносят его на холод. После застывания ладан колют на куски и упаковывают.
Воскуряют ладан на древесном угле.